# シモーナ・ジョーリ
シモーナ・ジョーリ（Simona Gioli、1977年9月17日 - ）は、イタリアの元女子バレーボール選手。元イタリア代表。

## 来歴
1998年にイタリア代表に初選出される。1999年、2003年のワールドカップに出場したが、シドニー五輪、アテネ五輪の最終メンバーからは外れる。
結婚、出産後の2007年、3年ぶりに代表へ復帰し同年の欧州選手権で初優勝すると、ワールドカップでは攻守共に安定してベテランプレーヤーとしての実力を魅せつけた。チームは同大会で初優勝を果たし、自身初となるMVPとベストブロッカー賞を受賞した。翌2008年には北京五輪に出場した。
2009年の欧州選手権では2連覇と共にベストブロッカー賞を受賞、続くグラチャンでは初優勝を飾り、MVPとベストスパイカー賞を受賞した。2011年には一時オポジットにコンバートされるが、同年のワールドカップではセンターに戻り、2大会連続優勝を果たした。
2012年ロンドンオリンピックに出場した。同年トルコリーグのガラタサライダイキンへ移籍し、欧州チャンピオンズリーグに出場した。代表でコンビを組むロビアンコ、日本代表の佐野優子などとチームメイトであった。

## 球歴
- オリンピック - 2008年（5位）、2012年（5位）
- 世界選手権 - 2010年（5位）
- ワールドカップ - 1999年（7位）、2003年（4位）、2007年（金メダル）、2011年（金メダル）
- ワールドグランドチャンピオンズカップ - 2009年（優勝）
- 欧州選手権 - 2007年、2009年（優勝）

## 受賞歴
- 2007年　ワールドカップ　MVP、ベストブロッカー賞
- 2009年　欧州選手権　ベストブロッカー賞
- 2009年　ワールドグランドチャンピオンズカップ　MVP、ベストスパイカー賞

## 所属クラブ
- リベルタス・ロヴィーゴ（1992-1993年）
- VBC カッサーノ（1993-1994年）
- ヴィルトゥス・レッジョ・カラブリア（1994-2001年）
- PV レッジョ・エミリア（2001-2002年）
- シリオ・ペルージャ（2002-2008年）
- ディナモ・モスクワ（2008-2011年）
- スペス・コネリアーノ（2011年）
- ファケル・ノービ・ウレンゴイ（2011-2012年）
- ガラタサライ（2012-2013年）
- IHF Volley  (2013-2014年)
- Metalleghe Montichiari（2014-2017年）
- Cosmel Gorla（2017-2018年）
- Savallese Millenium Brescia（2018年）
- コナッド・オリンピア・テオドーラ・ラヴェンナ（2018-2019年）
- Real Volley（2019-2020年）